# Poa menachensis
Poa menachensis là một loài thực vật có hoa trong họ Hòa thảo. Loài này được Schweinf. miêu tả khoa học đầu tiên năm 1894.